# Конституция на Хърватия
Сегашната Конституция на Хърватия е приета на 22 декември 1990 година. Тя заменя конституцията от 1974 година, ратифицирана в социалистическа Югославия.

## Структура
Конституцията на Хърватия се състои от 147 члена, поделени на 9 раздела:
1. Исторически основания
2. Основни положения
3. Защита на правата на човека и основните свободи
4. Организация на правителството
5. Конституционния съд на Хърватия
6. Местно и регионално самоуправление
7. Международни отношения
8. Изменения и допълнения на конституцията
9. Заключителни разпоредби